# Экологическая валентность
Экологическая валентность,
или экологическая пласти́чность,
или экологическая толерантность
— способность организма существовать в определённом диапазоне значений экологического фактора. Сам этот диапазон также называют экологической амплитудой.
Пластичность определяется нормой реакции.
Для обозначения широты диапазона экологической валентности по отношению к отдельным факторам используют приставки эври- «широкий» и стено- «узкий». Виды с широкой валентностью называют эврибионтами. Они имеют возможность заселять местообитания с различными условиями. Виды живущие в узком диапазоне действия факторов называют стенобионтами. Способность их к освоению местообитаний значительно ограничена.
| Фактор                      | Широкая валентность | Узкая валентность |
| --------------------------- | ------------------- | ----------------- |
| Температура                 | Эвритерм            | Стенотерм         |
| Влажность                   | Эвригигробионт      | Стеногигробионт   |
| Глубина                     | Эврибат             | Стенобат          |
| Соленость                   | Эвригал             | Стеногал          |
| Пища                        | Эвритроф            | Стенотроф         |
| Освещённость                | Эврифот             | Стенофот          |
| Содержание кислорода в воде | Эвриоксибионт       | Стенооксибионт    |

Следует помнить, что вид может быть, например, стенобионтом по одному фактору и эврибионтом — по другому и наоборот. Например, человек является эврибионтом по отношению к температуре воздуха, но стенобионтом по содержанию кислорода в нём.